# Mero (rapper)
Mero, pseudonimo di Enes Meral (Rüsselsheim am Main, 28 luglio 2000), è un rapper tedesco.

## Biografia
Di origini turche, si è fatto conoscere per mezzo delle hit Baller los, Hobby Hobby, Ferrari e Wolke 10 che si sono tutte e quattro piazzate al numero uno nelle Offizielle Deutsche Charts e che sono incluse nel primo album in studio Ya hero ya Mero, che ha fatto il proprio ingresso nelle classifiche di cinque mercati, esordendo in vetta in quelle di Germania, Austria e Svizzera. Anche il disco successivo Unikat ha riscosso un moderato successo poiché anch'esso ha debuttato nelle graduatorie tedesche, austriache, svizzere, olandesi e belghe. La Bundesverband Musikindustrie e la IFPI Austria hanno certificato oltre 1 075 000 unità dei suoi brani, corrispondenti a un totale di sei dischi d'oro e due platini in territorio tedesco e austriaco.

## Discografia

### Album in studio
- 2019 – Ya hero ya Mero
- 2019 – Unikat
- 2020 – Seele
- 2024 – Renaissance

### EP
- 2023 – Hidden Loc.

### Singoli
- 2018 – Baller los
- 2019 – Hobby Hobby
- 2019 – Ferrari (con Eno)
- 2019 – Wolke 10
- 2019 – Malediven
- 2019 – Olabilir
- 2019 – Mein Kopf
- 2019 – Olé olé (con Brado)
- 2019 – No Name
- 2019 – Meine Hand
- 2019 – Kafa leyla (con Brado)
- 2020 – Hayati
- 2020 – Bogota
- 2020 – Ohne dich
- 2020 – Perspektive
- 2020 – Désolé (con Nimo)
- 2020 – Ben elimi sana verdim
- 2020 – Regen (con Ali471)
- 2021 – Double Cup
- 2022 – 3AM
- 2022 – Rapstars (con Jamule)
- 2022 – Konum gizli (con Murda)
- 2022 – Du & Ich
- 2023 – Karma (con Samra)
- 2023 – Favorites (con Marlo)
- 2023 – Sor bize
- 2023 – Ararım yarın (con Murda)
- 2023 – Baile Funk im Blut (con Jazeek)
- 2023 – Block Life (con Voyage)
- 2023 – Psycho (con Capo)
- 2023 – Savage (con Tion Wayne)
- 2024 – Bullet (con Ayliva)
- 2024 – Leben lang
- 2024 – Madness & Badness (con Marlo e Murda)
- 2024 – So wie du (con Milano)
- 2024 – Sen de inan
- 2024 – Mon ami (con Guè, AriBeatz ed Emis Killa)
- 2024 – Qualité
- 2024 – Van Cleef
- 2024 – Island Chick (con Jazeek)
- 2024 – Tell Em (con Marlo)
- 2024 – Blutbad (con Amo)
- 2025 – Rauch
- 2025 – Diadem
- 2025 – La santa (con Mad e Chelboy)
- 2025 – Uçurum

### Collaborazioni
- 2019 – Kein Plan (Loredana feat. Mero)
- 2021 – Gece gündüz (Murda feat. Mero)